# فروم (ویرجینیا)
فروم (به انگلیسی: Ferrum) یک منطقهٔ مسکونی در ایالات متحده آمریکا است که در شهرستان فرانکلین، ویرجینیا واقع شده‌است. فروم ۲۴٫۰ کیلومتر مربع مساحت و ۲٬۰۴۳ نفر جمعیت دارد و ۳۹۵ متر بالاتر از سطح دریا واقع شده‌است.